# Sven-Axel Carlsson
Sven-Axel "Akke" Carlsson, född 11 september 1932 i Stockholm, död 29 oktober 1971 i Nacka, var en svensk skådespelare och filmproducent.
Carlsson var ledare för talangtävlingen "Flugan" i folkparkerna på 1950-talet. Han var också med om att grunda Stikkan Andersons artist-
och grammofonkoncern. Carlsson är begravd på Nacka norra kyrkogård.

## Filmografi
- 1945 – Sextetten Karlsson
- 1947 – Maj på Malö
- 1947 – Konsten att älska
- 1947 – Mästerdetektiven Blomkvist
- 1948 – Lilla Märta kommer tillbaka
- 1948 – Var sin väg
- 1950 – Fästmö uthyres
- 1950 – Motorkavaljerer
- 1950 – Sånt händer inte här
- 1951 – Skeppare i blåsväder
- 1952 – Ubåt 39
- 1952 – Hon kom som en vind
- 1952 – Säg det med blommor
- 1953 – Bror min och jag
- 1953 – Glasberget
- 1953 – Fartfeber
- 1954 – Farlig frihet
- 1955 – Resa i natten
- 1955 – Våld
- 1955 – Paradiset
- 1956 – Suss gott
- 1956 – Sista natten
- 1956 – Flamman
- 1956 – Främlingen från skyn
- 1957 – Nattens ljus
- 1957 – Som man bäddar...
- 1958 – Jazzgossen
- 1959 – Brott i paradiset
- 1959 – Sköna Susanna och gubbarna
- 1960 – Domaren
- 1965 – Åsa-Nisse slår till
- 1965 – För tapperhet i tält
- 1966 – Åsa-Nisse i raketform
- 1967 – Åsa-Nisse i agentform
- 1967 – Drra på - kul grej på väg till Götet
- 1967 – Åsa-Nisse i agentform
- 1968 – Pappa varför är du arg - du gjorde likadant själv när du var ung
- 1968 – Åsa-Nisse och den stora kalabaliken
- 1969 – Åsa-Nisse i rekordform
- 1970 – Som hon bäddar får han ligga
- 1971 – Troll

## Producent
- 1968 – Åsa-Nisse och den stora kalabaliken

### Fotnoter
1. ↑  ”Akke Carlsson”. Svensk Filmdatabas. http://www.sfi.se/sv/svensk-filmdatabas/Item/?type=PERSON&itemid=63623&ref=%2ftemplates%2fSwedishFilmSearchResult.aspx%3fid%3d1225%26epslanguage%3dsv%26searchword%3dakke+carlsson%26type%3dPerson%26match%3dBegin%26page%3d1%26prom%3dFalse. Läst 19 februari 2013.
2. ↑  Minnesord i Dagens Nyheter 3 november 1971 sid.34